# Манипулятор (грузоподъёмное устройство)

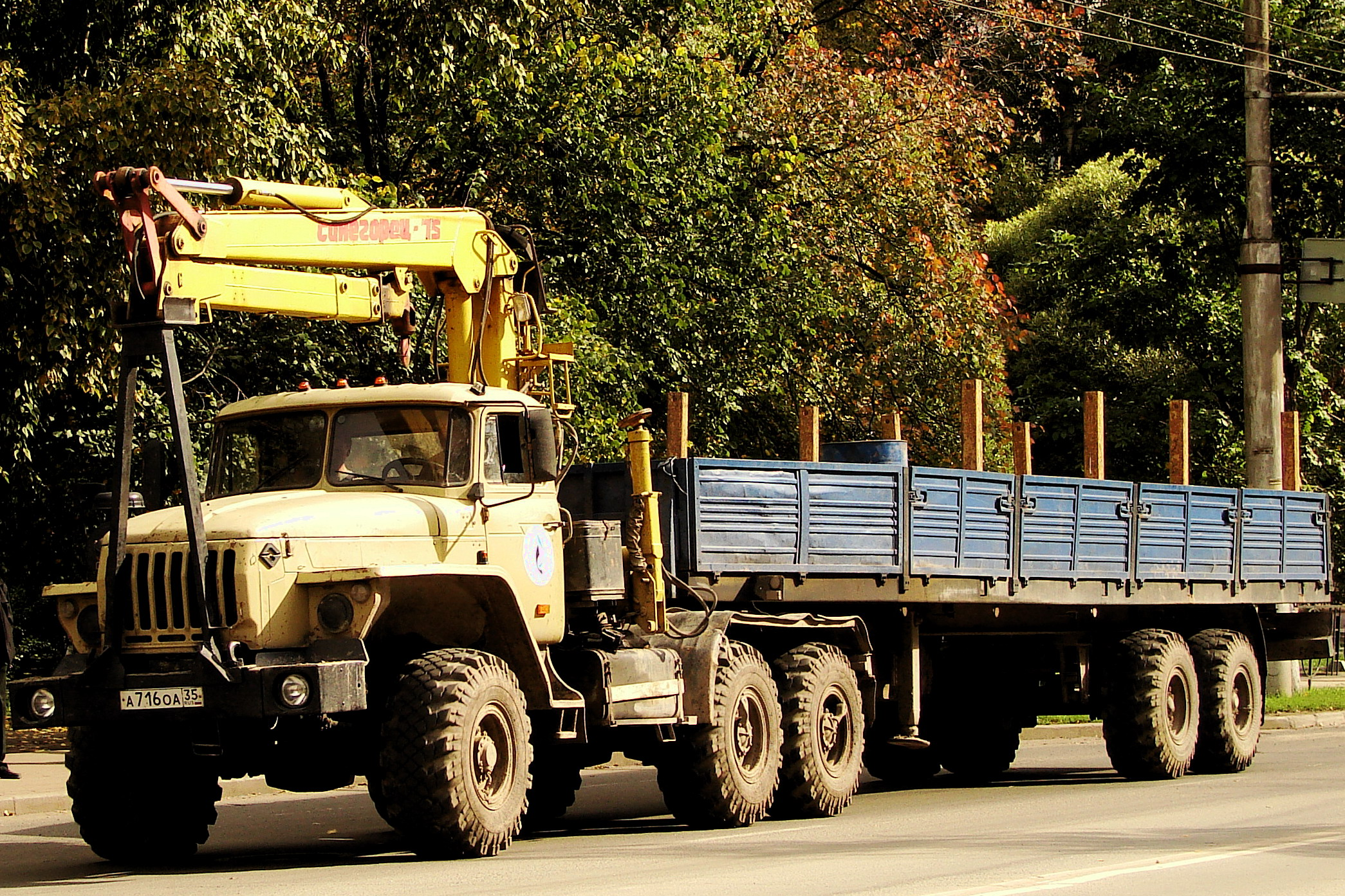
Автомобиль Урал с гидроманипулятором «Синегорец-75»

Погрузка брёвен с помощью гидроманипулятора

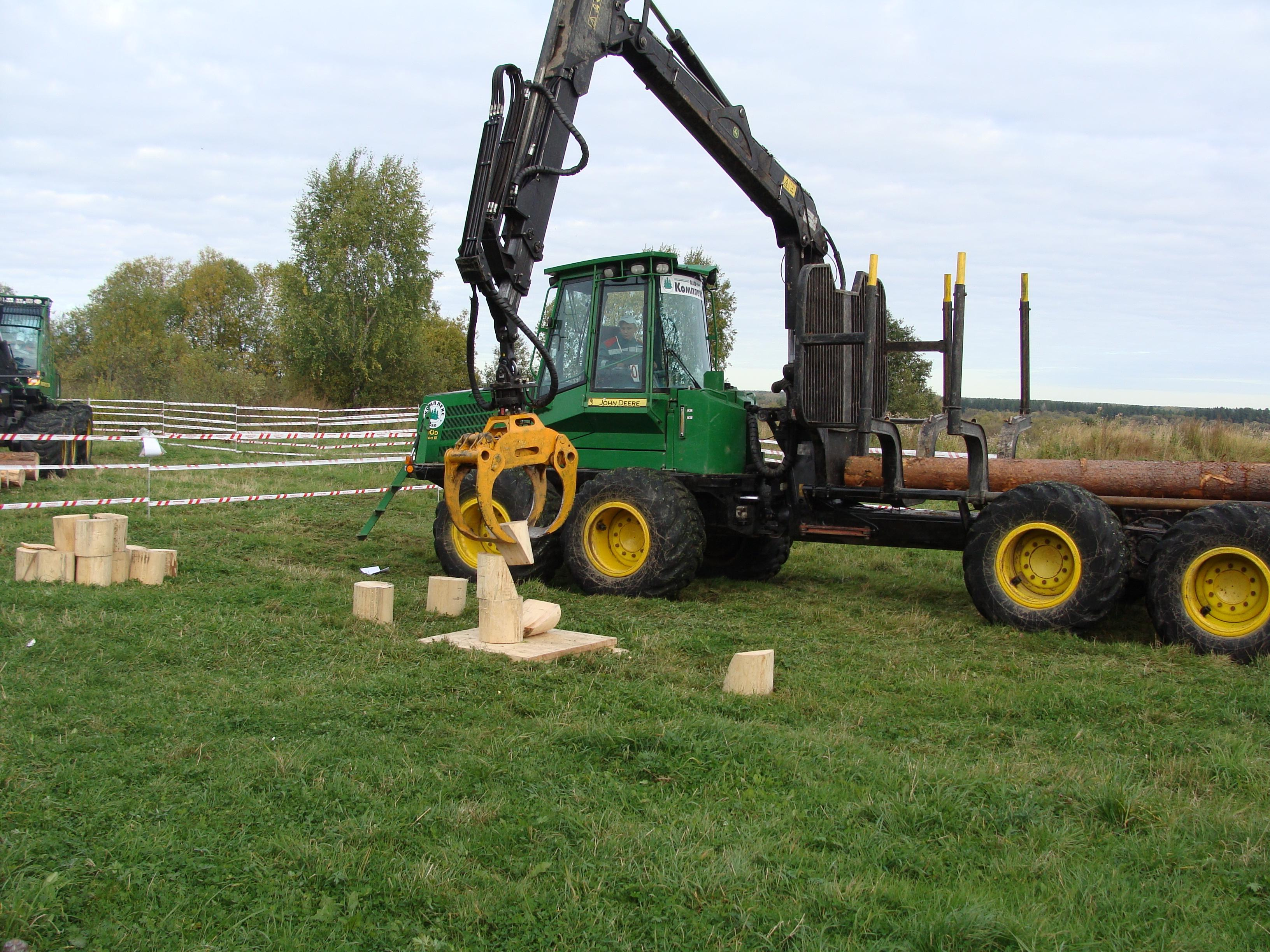
Форвардер. Соревнования по управлению манипулятором

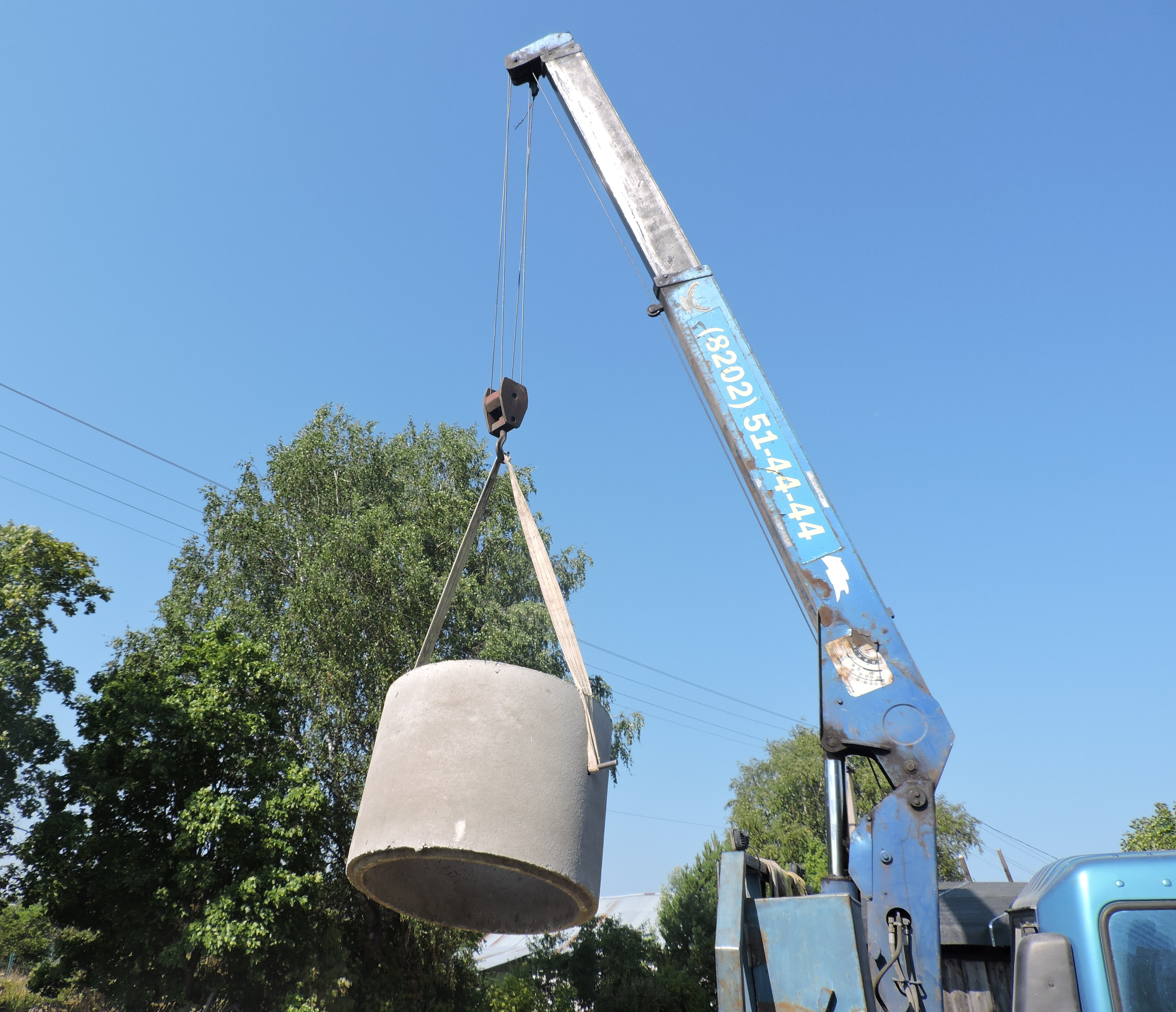
Разгрузка колодезных колец краном-манипулятором

Манипулятор (грузоподъёмное устройство) — многозвенный механизм с приводами в каждом суставе. Применяется для подъёма и переноса тяжеловесных грузов. Является сбалансированным манипулятором — груз в грузозахватном устройстве удерживается в любом положении неподвижно. Оператор передвигает груз непосредственно, либо с помощью дистанционного управления. В качестве приводов используются электрическое и гидравлическое оборудование.
Неофициальное название — гусь.

## Классификация
Манипуляторы классифицируются:
- по грузоподъёмности

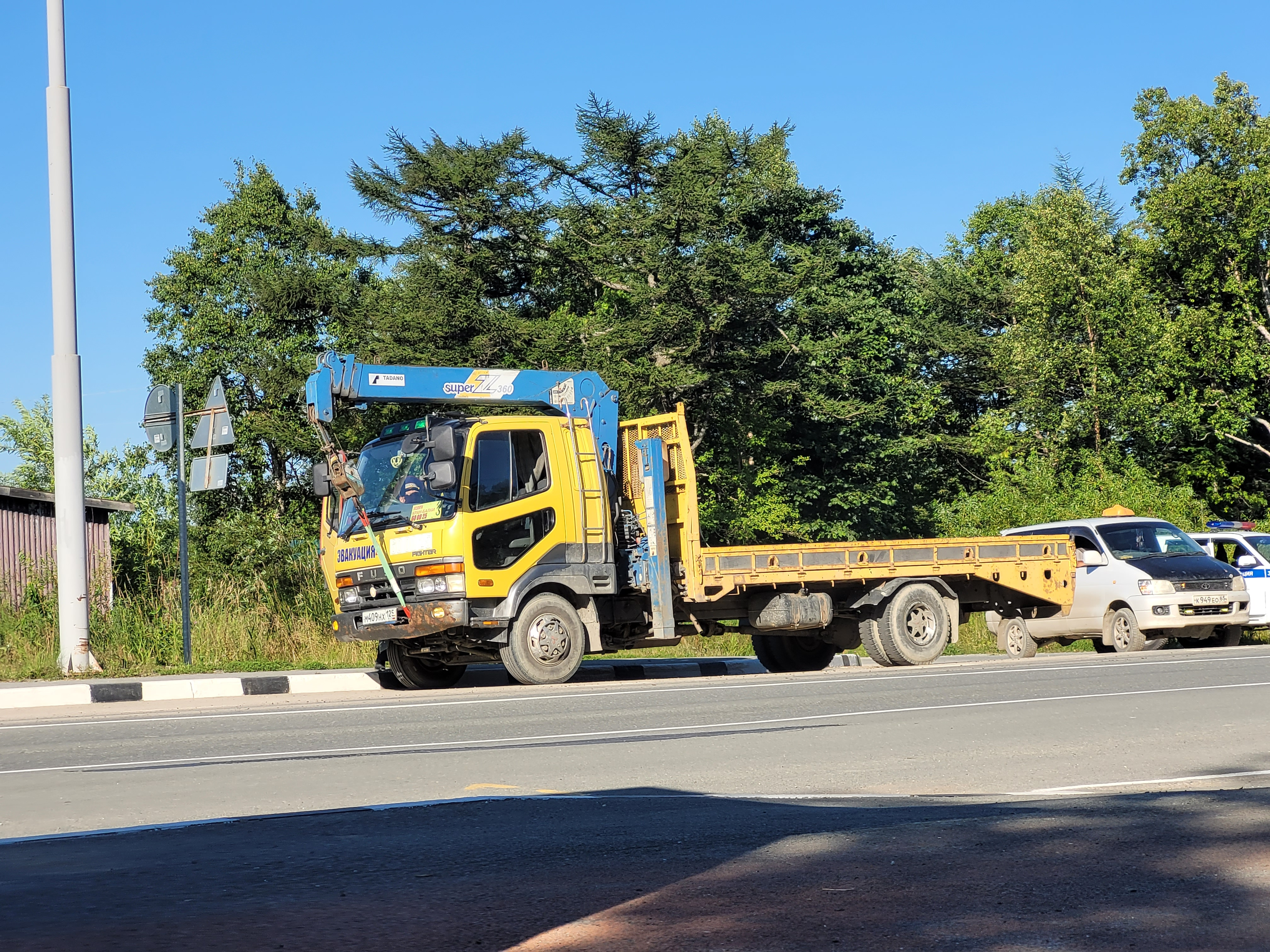
Автогидроманипулятор «Mitsubishi Fuso Fighter»

- по типу конструкции рабочего оборудования:
  - «Z» образная конструкция — тип кранов-манипуляторов, конструктивная особенность которых позволят располагать оборудование манипулятора за кабиной автомобиля при транспортном положении может располагаться как вдоль, так и поперёк рамы автомобиля[источник не указан 3812 дней];
  - «L» образная конструкция — тип манипуляторов, которые при транспортном положении располагаются за кабиной водителя автомобиля или на задней части рамы грузовика, как правило дополнительно присутствует гидравлическая лебёдка. Транспортное положение — вперёд или назад вдоль рамы[3];
- по типу базы для монтажа:
  - бортовой автомобиль — манипулятор располагается за кабиной водителя (как правило) или в конце бортовой платформы на раме грузовика[источник не указан 3812 дней];
  - седельный тягач или полуприцеп — крановая установка манипулятора располагается за кабиной водителя или на раме прицепа;
  - на железнодорожных платформах;
  - маломерное речное судно;
  - гусеничный тягач;
  - стационарные технологические площадки.

## Преимущества
Грузовой автомобиль, оснащённый краном-манипулятором заменяет собой грузовой автомобиль и автокран, что позволяет осуществлять перемещение, загрузку и перевозку тяжёлых грузов более экономно. Бывают ситуации, где автокран не справляется со своей задачей из-за своих габаритов.
Основные преимущества грузовиков с манипулятором (в сравнении с автокраном):
- универсальность;
- низкая стоимость работ;
- низкая стоимость эксплуатации;
- возможность установки дополнительного оборудования;
- мобильность;
- не требует высокого профессионализма.

## Недостатки
Краны манипуляторы тяжёлых серий мало распространены в России. Это связано с их стоимостью, отсутствием у российских производителей шасси соответствующей грузоподъёмности, а также с некоторыми особенностями конструкции: в отличие от автокрана, манипулятор не имеет противовеса. Отсутствие противовеса компенсируется за счёт увеличения размаха опор и загруженности самого автомобиля, что влечёт за собой трудности при подъёме и перемещении тяжёлых грузов.